# Elektra (Euripid)
Elektra je grčka tragedija koju je napisao Euripid. Djelo je nastalo oko 410. pr. Kr. Nije utvrđeno čija je Elektra prva napisana: Euripidova ili Sofoklova.
Godinama prije radnje tragedije, prije početka Trojanskog rata, grčki zapovjednik Agamemnon žrtvovao je vlastitu kćer Ifigeniju kako bi udovoljio božici Artemidi te bi ona pustila vjetar i grčki brodovi zaplovili za Troju. Njegova žena Klitemnestra mu taj čin nikada nije oprostila te ga je, zajedno sa svojim ljubavnikom Egistom, ubila po povratku iz rata.
Radnja tragedije prati Klitemnestrinu kćer Elektru i brata joj Oresta, koji se osvećuju majci i očuhu.